# Municipio de Linares (Nuevo León)
El municipio de Linares es uno de los 51 municipios en que se divide para su régimen interior el estado mexicano de Nuevo León. Se encuentra localizado en el sureste del estado, y su cabecera es la ciudad de Linares

## Geografía
El municipio de Linares se encuentra localizado en el sureste del territorio del estado de Nuevo León, en la denominada región Citrícola. Tiene una extensión territorial de 2 514.509  kilómetros cuadrados que equivalen al 4% del territorio del estado. Sus coordenadas geográficas extremas son 24° 33' - 25° 10' de latitud norte y 99° 09' - 99° 58' de longitud oeste y su altitud fluctúa entre un máximo de 2 500 y un mínimo de 100 metros sobre el nivel del mar,
El territorio municipal limita al noreste con el municipio de General Terán y al norte con el municipio de Montemorelos; al noroeste limita con el municipio de Rayones y al oeste con el municipio de Iturbide; dentro del territorio de Linares, al noroeste de la cabecera municipal, se encuentra el municipio de Hualahuises, constituyendo un enclave. Al este, sureste y sur limita con el estado de Tamaulipas, en particular y siguiente el sentido del norte al sur, con el municipio de Burgos, el municipio de San Carlos, el municipio de Villagrán y el municipio de Mainero.

## Demografía
De acuerdo a los resultados del Censo de Población y Vivienda realizado en 2020 por el Instituto Nacional de Estadística y Geografía, la población total del municipio de Linares asciende a 84 666 personas, de ellas, 42 788 son mujeres y 41 878 son hombres.
La densidad de población, asciende a 31.29 habitantes por kilómetro cuadrado.

### Localidades
En el municipio se encuentran un total de 666 localidades, las principales y su población en 2020 son las siguientes:
| Localidad                            | Población |
| Total Municipio                      | 84 666    |
| Linares                              | 70 378    |
| Guadalupe (La Hacienda de Guadalupe) | 1 397     |
| Río Verde (Lampazos)                 | 1 251     |
| La Escondida (El Ranchito)           | 858       |

## Política

### Representación legislativa
Para la elección de diputados locales al Congreso de Nuevo León y de diputados federales a la Cámara de Diputados federal, el municipio de Apodaca se encuentra integrado en los siguientes distritos electorales:
Local:
- Distrito electoral local de 24 de Nuevo León con cabecera en Linares.[4]

Federal:
- Distrito electoral federal 9 de Nuevo León con cabecera en Linares.[5]

### Presidentes municipales
- Luis Mario Marin Moncada 1938-1939
- Isaac Medina 1939-1940
- Julián Candanosa Alanís 1941-1942
- Enrique Cárdenas 1942-1945
- Francisco Candanos Alanís 1945-1948
- José A. Doria de la Garza 1948-1951
- Rafael T. Adame 1951-1954
- Jesús Ramal Garza 1954-1957
- César Villarreal 1957-1960
- Mariano Adame Galván 1961-1964
- Hilario Contreras García 1964-1967
- Guadalupe Garza Perales 1967-1970
- Manuel Gracia de la Garza 1970-1971
- Jorge Cantú Valderrama 1972-1973
- Santiago Candanosa García 1973-1976
- Jaime Adame Lozano 1976-1979
- Homero Cárdenas Pedraza 1979-1982
- Javier F. Galindo Chavarri 1982-1985
- Ricardo Cantú Díaz 1985-1988
- Alfredo Garza de la Garza 1988-1991
- Fernando González Morales 1991-1994
- Francisco Javier Chapa González 1994-1997
- Fernando Adame Doria 1997-2000
- Jesús Manuel Treviño Cepeda 2000-2003
- Fernando Adame Doria 2003-2006
- Jesús Macias Treviño 2006-2009
- Francisco Antonio Medina Quintanilla 2009-2012
- José Roque González Palacios 2012-2015
- Fernando Adame Doria 2015-2018
- Fernando Adame Doria 2018-2021
- Sergio Elizondo 2021-2024